# Клейния
Клейния (лат. Kleinia) — род многолетних листостеблевых суккулентных растений семейства Астровые (Asteraceae) из трибы Крестовниковые (Senecioneae), виды которого естественным образом распространены в Африке, а также Западной и Южной Азии, несколько видов представлено на Мадагаскаре и Канарских островах.
Многие представители рода имеют вид травянистых растений, другие больше похожи на небольшие деревья или кустарники.

## Название
Название Kleinia было впервые употреблено по отношению к этому роду растений в 1737 году Карлом Линнеем в книге Genera Plantarum. Линней назвал этот род растений именем своего современника Якоба Теодора Кляйна (1682—1759). В работе Species Plantarum 1753 года, исходном пункте современной ботанической номенклатуры, он это название не использовал, после этой даты это название было вновь взято Филипом Миллером в 1754 году.

## Описание
Стебли распростертые или прямостоячие, могут быть цилиндрической формы или угловатыми в сечении.
Листья цельные, у некоторых видов сизо-голубого или беловатого цветов, обычно мясистые, могут иметь плоскую или цилиндрическую форму.
Цветки обычно заметные из-за яркой окраски, одиночные или собраны щитки, конечные или пазушные.
Некоторые виды выращиваются в качестве комнатных суккулентных растений. В регионах с подходящими климатическими условиями, ряд видов используется для устройства ковровых насаждений и бордюров при оформлении цветников.
Род включает более пятидесяти видов, многие из которых ранее включали в обширный род Крестовник (Senecio).
Некоторые известные виды:
- Kleinia abyssinica (A.Rich.) A.Berger
- Kleinia anteuphorbium (L.) Haw.
- Kleinia fulgens Hook.f.
- Kleinia implexa (P.R.O.Bally) C.Jeffrey
- Kleinia longiflora DC. — Клейния длинноцветковая
- Kleinia neriifolia Haw. — Клейния олеандролистная
- Kleinia rowleyana (Jacobsen) G.Kunkel
- Kleinia scottii (Balf.f.) P.Halliday
- Kleinia stapeliiformis (E.Phillips) Stapf — Клейния стапелиевидная